# モーターボート誕生祭競走
モーターボート誕生祭競走（モーターボートたんじょうさいきょうそう）は、競艇のGII競走の1つ。

## 概要
大村競艇場が競艇発祥の地であることを記念して、毎年大村で開催されている。
なお、大村は2018年9月より全レースをナイター競走に移行するため、通常の昼間開催は同年1月の第21回が最後となる。

### 出場選手
A級の選手が選出される。

## 歴史
1997年までは5年に1度の開催であったが、2001年からは毎年開催されるようになった。
2010年（平成22年）度より、オーシャンカップ競走・総理大臣杯競走の選考対象となり、準優勝戦以上のスタート事故の罰則がGI競走と同じ基準へと変更された。
2011年（平成23年）、第14回大会より「競艇祭」から「モーターボート誕生祭」に名称を変更した。

## 歴代優勝者
| 回数 | 開催年 | 優勝選手   |
| ---- | ------ | ---------- |
| 1    | 1982年 | 石川善基   |
| 2    | 1987年 | 渡辺義則   |
| 3    | 1992年 | 吉田稔     |
| 4    | 1997年 | 能見稔     |
| 5    | 2001年 | 藤丸光一   |
| 6    | 2002年 | 山口哲治   |
| 7    | 2003年 | 須藤博倫   |
| 8    | 2004年 | 川添英正   |
| 9    | 2005年 | 吉村正明   |
| 10   | 2006年 | 松井繁     |
| 11   | 2007年 | 坪井康晴   |
| 12   | 2008年 | 魚谷智之   |
| 13   | 2009年 | 服部幸男   |
| 14   | 2011年 | 中止       |
| 15   | 2012年 | 森高一真   |
| 16   | 2012年 | 中村亮太   |
| 17   | 2013年 | 新田雄史   |
| 18   | 2014年 | 池田浩二   |
| 19   | 2015年 | 瓜生正義   |
| 20   | 2017年 | 青木玄太   |
| 21   | 2018年 | 中越博紀   |
| 22   | 2018年 | 岡崎恭裕   |
| 23   | 2020年 | 平本真之   |
| 24   | 2020年 | 篠崎仁志   |
| 25   | 2021年 | 椎名豊     |
| 26   | 2022年 | 佐々木完太 |
| 27   | 2023年 | 宮地元輝   |
| 28   | 2025年 | 佐藤翼     |